# Furtho
Furtho är en by i civil parish Potterspury, i distriktet West Northamptonshire, i grevskapet Northamptonshire i England. Byn är belägen 9 km från Towcester. Furtho var en civil parish fram till 1951 när blev den en del av Potterspury, Cosgrove och Old Stratford. Civil parish hade 25 invånare år 1931. Byn nämndes i Domedagsboken (Domesday Book) år 1086, och kallades då Forho.